# Bebedouro (ort)
Bebedouro är en ort i Brasilien.   Den ligger i kommunen Bebedouro och delstaten São Paulo, i den sydöstra delen av landet, 600 km söder om huvudstaden Brasília. Bebedouro ligger 574 meter över havet och antalet invånare är 71 862.
Terrängen runt Bebedouro är platt, och sluttar norrut. Bebedouro är det största samhället i trakten.
Runt Bebedouro är det i huvudsak tätbebyggt. Runt Bebedouro är det ganska tätbefolkat, med 149 invånare per kvadratkilometer.